# Baranów Sandomierski
Baranów Sandomierski è un comune urbano-rurale polacco del distretto di Tarnobrzeg, nel voivodato della Precarpazia.
Ricopre una superficie di 121,86 km² e nel 2005 contava 12 300 abitanti.